# Quercus cravenensis
Quercus cravenensis là một loài thực vật có hoa trong họ Cử. Loài này được Little miêu tả khoa học đầu tiên năm 1943.